# Del Monte Forest
Del Monte Forest is een plaats (census-designated place) in de Amerikaanse staat Californië, en valt bestuurlijk gezien onder Monterey County.

## Demografie
Bij de volkstelling in 2000 werd het aantal inwoners vastgesteld op 4531.

## Geografie
Volgens het United States Census Bureau beslaat de plaats een oppervlakte van
27,6 km², waarvan 20,8 km² land en 6,8 km² water.

## Plaatsen in de nabije omgeving
De onderstaande figuur toont nabijgelegen plaatsen in een straal van 16 km rond Del Monte Forest.